# Guatemaltekische Futsalnationalmannschaft
Die guatemaltekische Futsalnationalmannschaft ist eine repräsentative Auswahl guatemaltekischer Futsalspieler. Die Mannschaft vertritt den guatemaltekischen Fußballverband bei internationalen Begegnungen. Das Team gewann 2008 erstmals die CONCACAF Futsal-Meisterschaft und nahm sechs Mal an der Futsal-Weltmeisterschaft teil.

## Abschneiden bei Turnieren
Guatemala nahm als Gastgeber der WM 2000 erstmals an einer Weltmeisterschaft teil und scheiterte dort mit drei Punkten in der Vorrunde. Dabei unterlag man im letzten Gruppenspiel Brasilien mit 2:29.
Bereits 1996 war man Austragungsort der ersten CONCACAF-Meisterschaft und belegte den vierten Rang. Bei den beiden folgenden Kontinentalmeisterschaften nahm man nicht teil, 2008 war man erneut Gastgeber und gewann das Turnier im Sechsmeterschießen gegen Kuba und qualifizierte sich zugleich mit diesem Erfolg für die WM 2008 in Brasilien.

### Futsal-Weltmeisterschaft
- 1989 – nicht eingeladen
- 1992 – nicht eingeladen
- 1996 – nicht qualifiziert
- 2000 – Vorrunde
- 2004 – nicht teilgenommen
- 2008 – Vorrunde
- 2012 – Vorrunde
- 2016 – Vorrunde
- 2021 – Vorrunde
- 2024 – Vorrunde

### Futsal-CONCACAF-Meisterschaft
- 1996 – 4. Platz
- 2000 – nicht teilgenommen
- 2004 – nicht teilgenommen
- 2008 –  CONCACAF-Meister (Gastgeber)
- 2012 –  2. Platz (Gastgeber)
- 2016 –  3. Platz
- 2021 –  3. Platz
- 2024 –  3. Platz